# Armin Seydelmann
Armin Seydelmann (né le 9 novembre 1872 à Warmbrunn, Silésie, Empire allemand, aujourd'hui Cieplice Śląskie-Zdrój, Pologne; mort le 28 juillet 1946 à Spittal an der Drau, Autriche) fut un acteur allemand de théâtre et de cinéma qui travailla principalement en Autriche.

## Biographie
Armin Seydelmann est le petit-fils de l'acteur Karl Seydelmann (de).
Il fut professeur à l'Académie de musique et d'arts du spectacle de Vienne.

## Filmographie partielle
- 1919: Adrian Vanderstraaten
- 1919: Brand
- 1919: Der Teufelsschlosser
- 1920: Durch die Quartiere des Elends und Verbrechens
- 1920: Feuertod
- 1920: Der Graf von Cagliostro
- 1920: Ruhmlose Helden
- 1920: Verfehltes Ziel
- 1920: Das grinsende Gesicht
- 1921: Merista, die Tänzerin
- 1921: Gevatter Tod
- 1921: Die Schauspieler des Kaisers
- 1921: Die Totenhand
- 1921: William Ratcliff
- 1923: Knock Out !
- 1924 : La Ville sans Juifs
- 1925: Ein Walzer von Strauß

## Sources de la traduction
- (de) Cet article est partiellement ou en totalité issu de l’article de Wikipédia en allemand intitulé « Armin Seydelmann » (voir la liste des auteurs).